# Joseph McElroy
Joseph Prince McElroy (New York, 21 agosto 1930) è uno scrittore statunitense.

## Biografia
Nato il 21 agosto 1930 a New York da Joseph Prince and Louise (Lawrence) McElroy, nel 1951 ha conseguito un B.A. presso il Williams College, l'anno successivo un M.A. alla Columbia University e nel 1961 un dottorato di ricerca presso il medesimo ateneo.
Dopo aver prestato servizio nella guardia costiera nel biennio '52-'54 e insegnato inglese prima all'Università del New Hampshire dal 1956 al 1962 e poi, dal 1964, al Queens College, nel 1966 ha esordito nella narrativa con il romanzo A Smuggler's Bible.
Successivamente ha pubblicato otto romanzi, una raccolta di racconti e un saggio imponendosi come una delle voci più rappresentative della letteratura postmoderna, evidente in particolare nell'opus magnum Donne e uomini, labirintico romanzo di quasi 2000 pagine.

## Opere

### Romanzi
- A Smuggler's Bible (1966)
- Hind's Kidnap (1969)
- Ancient History (1971)
- Lookout Cartridge (1974)
- Plus (1976), Milano, SugarCo, 1991 traduzione di Salvatore Proietti ISBN 88-7198-109-X. - Nuova ed. Torino, Bollati Boringhieri, 2011 traduzione di Salvatore Proietti ISBN 88-339-1357-0.
- Donne e uomini (Women and Men, 1987), Milano, il Saggiatore, 2021, traduzione di Andrew Tanzi ISBN 978-88-428-2906-5.
- The Letter Left to Me (1988)
- Actress in the House (2003)
- Cannonball (2013)

### Raccolte di racconti
- Night Soul and Other Stories (2011)

### Saggi
- Exponential, Torino, Bollati Boringhieri, 2003, traduzione di Marco Marchetti ISBN 88-339-1461-5.

## Premi e riconoscimenti
Guggenheim Fellowship
- 1976[7]

Academy Award of the American Academy of Arts and Letters
- 1977[8]